# Master and Servant
«Master and Servant» és l'onzè senzill de Depeche Mode, publicat el 20 d'agost de 1984 i segon extret de l'àlbum Some Great Reward.
En les diferents edicions del senzill hi ha una versió coneguda com a "Voxless" que és que remescla de la cançó totalment instrumental. També hi ha una cançó titulada "Are People People?" que utilitza samples de "People Are People" amb cors addicionals. En l'àlbum Remixes 81-04 (2004) s'hi va incloure una remescla realitzada per Adrian Sherwood. El videoclip de "Master and Servant" fou dirigit per Clive Richardson.
Les lletres, inclòs el títol, tenen un significat obertament sexual sobre pràctiques BDSM, i la música inclou detalls i efectes sonors relacionats com cadenes i fuets. Això li va valdre diverses crítiques i la cançó fou prohibida en algunes emissores de ràdio, però malgrat la prohibició va aparèixer en la llista de senzills d'aquest països.

## Llista de cançons
7": Mute/7Bong6 (Regne Unit)
1. "Master and Servant" – 3:46
2. "(Set Me Free) Remotivate Me" – 4:12

7": Sire/7-28918 (Estats Units)
1. "Master and Servant" [edit] – 3:27
2. "(Set Me Free) Remotivate Me" – 4:12

12": Mute/12Bong6 (Regne Unit)
1. "Master and Servant" (Slavery Whip Mix) – 9:38
2. "(Set Me Free) Remotivate Me" Release Mix) – 8:49
3. "Master and Servant" Voxless) – 4:00

L12": Mute/L12Bong6 (Regne Unit)
1. "Master and Servant" (An ON-USound Science Fiction Dance Hall Classic) – 4:34
2. "Are People People?" – 4:29
3. "(Set Me Free) Remotivate Me" – 4:12

12": Sire/0-20283 (Estats Units)
1. "Master and Servant" (US Black and Blue Mix) – 8:02 (editat per Joseph Watt)
2. "(Set Me Free) Remotivate Me" (US 12" Mix) – 7:59 (editat per Joseph Watt)
3. "Are People People?" – 4:29

CD: Mute/CDBong6 (Regne Unit, 1991), Sire/Reprise 40298-2 (Estats Units, 1991) i Reprise CDBong6/R2-78890E (Estats Units, 2004)
1. "Master and Servant" – 3:46
2. "(Set Me Free) Remotivate Me" – 4:12
3. "Master and Servant" (Slavery Whip Mix) – 9:38
4. "(Set Me Free) Remotivate Me" (Release Mix) – 8:49
5. "Master and Servant" (Voxless) – 4:00